# Cipactli Mons
Il Cipactli Mons è una struttura geologica della superficie di Venere.